# Dania na Letnich Igrzyskach Olimpijskich 2000
Danię na Letnich Igrzyskach Olimpijskich 2000 reprezentowało 97 zawodników: 53 mężczyzn i 44 kobiet. Był to 23 start reprezentacji Danii na letnich igrzyskach olimpijskich. Zdobyli oni sześć medali i uzyskali z tym wynikiem 30. miejsce w klasyfikacji medalowej.

## Zdobyte medale
| Medal  | Zawodnik | Dyscyplina    | Konkurencja                       |
| ------ | --- | ------------- | --------------------------------- |
| Złoto  | Karen Brødsgaard Katrine Fruelund Maja Grønbæk Lotte Kiærskou Karin Mortensen Anja Nielsen Rikke Schmidt Christina Roslyng Mette Vestergaard Anette Hoffman Camilla Andersen Janne Kolling Lene Rantala Tina Bottzau Tonje Kjærgaard | Piłka ręczna  | Turniej kobiet                    |
| Złoto  | Henrik Blakskjær Thomas Jacobsen Jesper Bank | Żeglarstwo    | Soling                            |
| Srebro | Wilson Kipketer | Lekkoatletyka | bieg na 800 m                     |
| Srebro | Camilla Martin | Badminton     | gra pojedyncza                    |
| Srebro | Torben Grimmel | Strzelectwo   | Karabin                           |
| Brąz   | Thomas Ebert Søren Madsen Eskild Ebbesen Victor Feddersen | Wioślarstwo   | czwórka bez sternika wagi lekkiej |